# Lúcio Júlio Julo (tribuno consular em 401 a.C.)
Lúcio Júlio Julo (em latim: Lucius Iulius Iullus) foi um político da gente Júlia nos primeiros anos da República Romana eleito tribuno consular por duas vezes, em 401 e 397 a.C.. Era filho de Lúcio Júlio Julo, tribuno consular em 403 a.C., e pai de Lúcio Júlio Julo, tribuno consular em 388 a.C.. 

## Primeiro tribunato consular (401 a.C.)
Em 401 a.C., foi eleito tribuno consular com Cneu Cornélio Cosso, Marco Fúrio Camilo, Mânio Emílio Mamercino, Lúcio Valério Potito e Cesão Fábio Ambusto.
Durante o ano, Roma foi tomada por uma grande polêmica, alimentada pelos tribunos da plebe por causa da má condução da guerra, com uma série de revezes sofridos pelos romanos no cerco a Veios, provocado principalmente por discordâncias entre dois tribunos consulares, Mânio Sérgio Fidenato e Lúcio Vergínio Tricosto Esquilino, pela decisão de manter os soldados a serviço mesmo durante inverno no cerco a Veios (quando o período normal do alistamento era a primavera e o verão) e pela necessidade de novos impostos para sustentar o esforço de guerra, especialmente depois da decisão de pagar os soldados do erário público pelo período da guerra.
| “ | ...E, como os tribunos não permitia a coleta dos impostos militares e aos comandantes não chegava dinheiro para pagar os homens, que reclamavam impacientemente por seus salários, pouco surpreende que também o acampamento fosse contagiado pelos problemas ocorridos na cidade | ” |
|   | — Lívio, Ab Urbe Condita V, 12. |   |

No final, os tribunos da plebe processaram Sérgio Fidenato e Lúcio Vergínio pela péssima condução da guerra e os dois foram condenados a pagara uma multa de 10 000 asses.
Na frente militar, Na frente militar, Fúrio Camilo assumiu o comando do exército romano e, num curto período de tempo, atacou dois aliados de Veios, os falérios e os capenatos, que resistiram dentro de suas muralhas. Os romanos reconquistaram as posições perdidas no ano anterior em Veios enquanto Valério Potito cuidava da campanha contra os volscos e cercou Anxur (Terracina), que também foi cercada.
| “ | No território dos volscos, porém, depois de haver saqueado a zona rural, os romanos tentaram tomar Anxur, que ficava numa colina. Mas quando eles perceberam a inutilidade de uma ação pela força, guiados por Valério Potito, a quem foi confiado comando da operação, iniciou-se um cerco da cidade com a construção de um fosso e de trincheiras. | ” |
|   | — Lívio, Ab Urbe Condita V, 12. |   |

Cornélio estabeleceu um terceiro estipêndio a ser pago aos cavaleiros cujo cavalo não fosse fornecido pelo Estado. Supõe-se que ele tenha promovida a candidatura de seu meio-irmão (ou primo), o plebeu Públio Licínio Calvo Esquilino, à magistratura de tribuno consular em 400 a.C..

## Segundo tribunato (397 a.C.)
Em 397 a.C., foi eleito pela segunda vez, com Lúcio Fúrio Medulino, Lúcio Sérgio Fidenato, Aulo Postúmio Albino Regilense, Públio Cornélio Maluginense e Aulo Mânlio Vulsão Capitolino. Os romanos continuavam o cerco de Veios, suportando também um ataque dos volscos à guarnição de Anxur (Terracina), e dos équos à colônia de Labico.
Neste difícil contexto é que aparecem os raides dos tarquínios, que queriam se aproveitar da difícil situação pela qual passava Roma sem sofrerem represálias, que, ao invés disso, foram organizadas por Aulo Postúmio e Lúcio Júlio, que surpreenderam os invasores em Cerveteri (Cere), o que permitiu que Roma diminuísse ainda mais os aliados dos etruscos. Juntamente com seu colega Aulo Postúmio, Lúcio Júlio Julo reuniu um exército de voluntários, pois os tribunos da plebe se opunham a um alistamento geral. Conseguiram uma unidade de tarquínios que regressavam para casa depois de saquear o território romano.
junto con su colega Lucio Julio Julo reunió un ejército de voluntarios, debido a que los tribunos de la plebe se oponían a un reclutamiento en regla, y aplastó a un cuerpo de tarquinienses, que regresaban a casa después de saquear el territorio romano.
Os embaixadores enviados para interrogar o Oráculo de Delfos sobre o aumento do nível das águas do Lago Albano, perto de Alba Longa, retornaram com a seguinte resposta:
| “ | Ó romanos! Não deixem que as águas continuem no lago Albano ou que siga até o mar pelo seus canais normais. Deveis drenar os campos e dividi-las em rios menores. Isto feito, ataque com força e coragem os muros inimigos, lembrando que do destino revelado a vós hoje será lhes será concedida a vitória sobre a cidade assediada por tantos anos. Uma vez concluída a guerra como vencedores, tragam ao meu templo uma rica doação, e os ritos da pátria, que foram negligenciados, renovai-os e repeti-os segundo as tradições do passado | ” |
|   | — Lívio, Ab Urbe Condita V, 2, 16.. |   |

O remédio para resolver a questão dos ritos negligenciados incluiu a renúncia dos tribunos pelo resto de seu mandato, aos quais se seguiram três interrexes antes da eleição dos novos tribunos consulares.